# Торговый дом Ижболдиных
Торговый дом Ижболдиных (он же Торговый дом Д. Г. Ижболдина, Торговый Дом братьев Ижболдиных) — памятник архитектуры и градостроительства местного (краевого) значения, расположенный в Ленинском районе города Перми, на углу улиц Осинской и Петропавловской.
До революции здесь располагался магазин и дом купцов — братьев Ижболдиных, занимающихся мануфактурной торговлей. Торговый дом Ижболдиных был построен в 1910 году, предположительно по проекту А. Б. Турчевича, в стиле живописного модерна. Во времена СССР здесь располагались различные культурные учреждения: дома культуры, театры и прочие. С 1991 года в этом здании находится Краевой центр художественного творчества учащихся «Росток».

## Владельцы

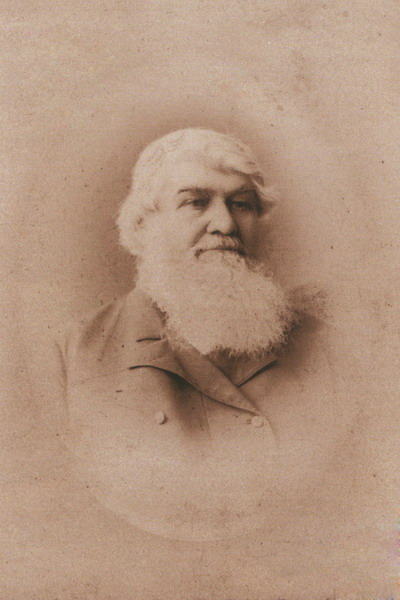
Основатель торгового дома — Ижболдин, Дмитрий Григорьевич

Торговый дом принадлежал известному в России купцу — Ижболдину Дмитрию Григорьевичу и его сыновьям. Д. Г. Ижболдин являлся Сарапульским купцом 1 гильдии, который занимался мануфактурной торговлей по всей стране. Собственный дом Ижболдиных находился в Москве, на улице Донской; там же располагалось и Управление торговыми домами Ижболдиных, которые имелись у них в Сарапуле, Екатеринбурге, а затем и в Перми. Также Ижболдины имели оптовые отделения, которые располагались в Саратове, Тюмени, Шадринске, Кургане, Екатеринбурге, Перми и других городах. Впоследствии торговлей продолжили заниматься трое его сыновей — Сергей, Николай и Григорий, которые жили в разных городах и курировали торговлю различными тканями (суконными, шёлковыми, полотняными, шерстяными и мебельными), ватой, бельём, платками, бархатом, плюшем, тюлями, гардинами и прочей утварью.

## История

### Дореволюционный период
Первоначально, организовав деятельность в Перми, купцы Ижболдины арендовали двухэтажный каменный дом, который располагался на углу улиц Пермской, 116 и Красноуфимской (сейчас улица Куйбышева), 31, и принадлежал купцу и первому председателю Пермского биржевого комитета К. И. Назарову.
Под строительство нового магазина для Ижболдиных было выбрано место на углу улиц Осинской и Петропавловской, где в начале 1900-х годов располагались усадьба и двухэтажный каменный дом Федотовой Таисьи Михайловны, сдававшей их в аренду Низову Гавриле Ивановичу под постоялый двор.

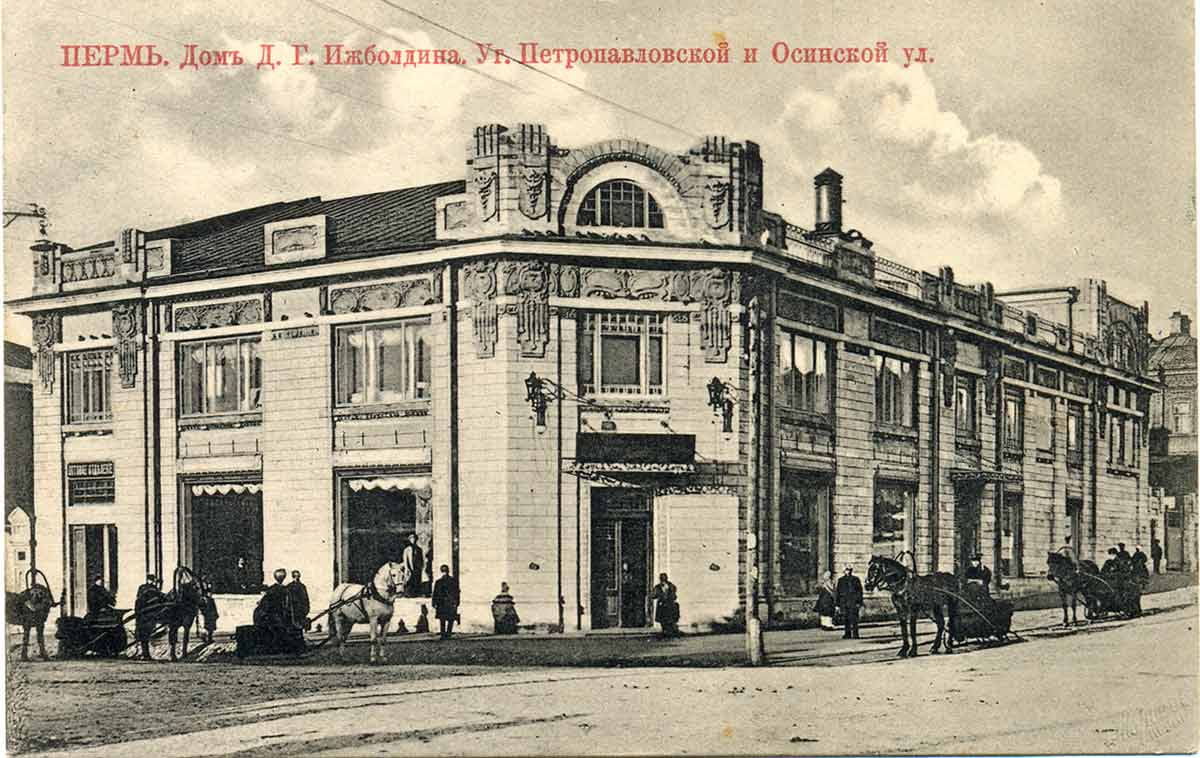
Торговый дом Ижболдиных до революции (фотография 1910-го года)

Строительство нового дома Ижболдиных началось в 1909 году, предположительно по проекту, выполненному строительно-техническим бюро архитектора А. Б. Турчевича. По другим источникам автором проекта мог быть П. К. Гаврилов, работавший в Перми с 1868 по 1919 годы.
К 1910 году новый двухэтажный каменный дом для купцов Ижболдиных был освящён; а 15 февраля 1910 года состоялось торжественное открытие универсального магазина мануфактурных товаров. В конце марта в это же здание был перенесён и оптовый магазин Ижболдиных.
Торговый дом Ижболдиных находился в непосредственной близости от Чёрного рынка, где помимо Ижболдиных всевозможные товары предлагали магазины других известных в Перми купцов — С. Грибушина, Н. Еремеева, В. Югова. Здесь, в сравнении с московскими торговыми домами, цены были гораздо ниже.
Торговый дом Ижболдиных привлекал внимание своими современными архитектурными формами и богатым ассортиментом. Так, известно, что в магазине Ижболдина в мае-июне 1916 года бывал Борис Пастернак, где он приобрёл множество вещей для своих родственников: отца, матери, брата, а также для своих сестёр — Жозефины и Лиды.

### Советский период
Во время гражданской войны, в 1918-1919 годах в здании располагались войска А. В. Колчака, которые перед своим отступлением нанесли зданию существенный урон, разбив стёкла, сломав прилавки и испортив половое покрытие. Затем это здание было отведено под общежитие рабфака, который был открыт в Перми в 1919 году. Почти сразу после национализации здание бывшего торгового дома Ижболдиных было превращено в культурный центр. Сначала, в 1923 году здание делили клуб им. В. И. Ленина и отдел Всесоюзного текстильного синдиката, торговые точки которого располагались по улице Петропавловской, ставшей при большевиках называться Коммунистической (в домах № 52, 59, 63 и 74).

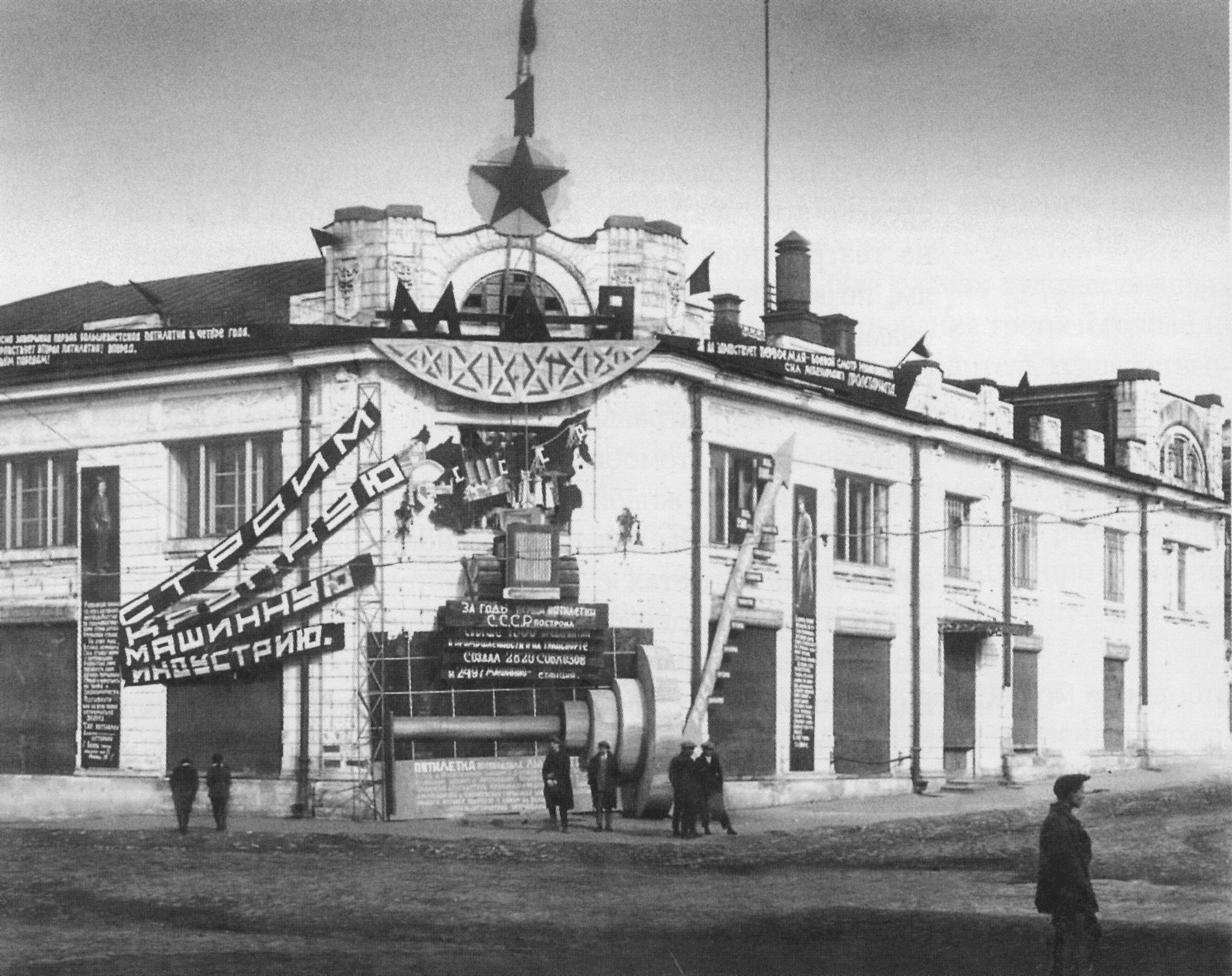
Клуб металлистов им. Ленина (фото 1929—1935 гг.)

Несколько позже в здании также стал базироваться Еврейский Народный Театр, в спектаклях которого даже принимали участие артисты из ГОСЕТа. В 1938 году театр был закрыт, после того как группа неизвестных вторглась в дом культуры и уничтожила декорации и костюмы.
В годы Великой Отечественной войны здание занимал эвакуационный пункт, где проводилось распределение приезжих из других регионов, на места жительства и работы по всей области.
В 1942 году в бывшем доме Ижболдиных расположился созданный 12 марта этого же года Театр миниатюр и эстрады (он же Молотовский театр музыкальной комедии), возникший на базе Московского агиттеатра сатиры и интермедий, эвакуированного в Молотов в октябре 1941 года.
После закрытия театра в здании разместился Дом культуры им. В. И. Ленина, поддерживаемый Заводом им. В. И. Ленина (сейчас «Мотовилихинские заводы»), который стал центральным культурным учреждением не только города, но и всей области. Здесь проводились заседания партийных и советских органов власти, различного рода совещания и партконференции и другие важные городские и областные мероприятия. В 1963 году «Мотовилихинскими заводами» было построено новое здание Дворца культуры в микрорайоне Рабочий посёлок, а старое здание перешло в собственность Завода им. Ф. Э. Дзержинского (бывший «Уралсепаратор»). В 1967 году, в связи с открытием нового Дворца культуры им. Ф. Э. Дзержинского (сейчас Дворец молодёжи), построенного Заводом им. Ф. Э. Дзержинского, дом Ижболдиных был отдан под Областной Дом культуры учащихся профтехобразования.

### Современное состояние
В 1991 году Областной Дом культуры профтехобразования был преобразован в областной центр художественного творчества учащихся «Росток», целью которого явилась реализация художественного образования детей и подростков Перми и Пермского края; повышение профессиональной квалификации педагогов, преподающих художественные дисциплины; оказание экспертных услуг государственным структурам и учебным заведениям по вопросам художественного образования детей города и края.
В 2006 году на базе Центра художественного творчества учащихся «Росток» работало более 700 педагогов в области изобразительного и театрального искусств, музыки, хореографии, аэробики, прикладного творчества и др. Ежегодно «Росток» проводит разнообразные конкурсы в различных жанрах искусства, фестивали, праздники и выставки по всему Пермскому краю, в которых принимает участие более 30 тысяч человек.

## Архитектура

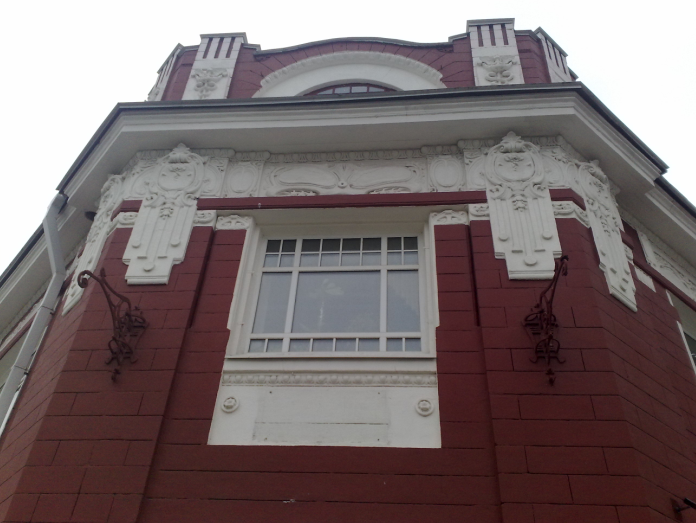
Фриз и аттик над бывшим центральным (угловым) входом в здание

Торговый дом Ижболдиных является памятником архитектуры и градостроительства местного (краевого) значения. Он представляет собой нарядное двухэтажное каменное здание, построенное в стиле живописного модерна, со скошенным углом, выходящим на пересечение улицы Осинской с улицей Петропавловской. Отличительной особенностью здания являются большие оконные проёмы, пышная лепнина фриза и аттик, венчающий скошенный угол.
На первом этаже здания располагался мануфактурный магазин, вход в который был открыт с угла. Ныне действующий вход в здание, со стороны улицы Петропавловской, вёл непосредственно на второй этаж, отведённый под жилые помещения, которые занимала сама купеческая семья. Комнаты прислуги для Ижболдиных находились на третьем этаже чердачного типа.
После упразднения магазина здание претерпело многочисленные преобразования, которые коснулись, прежде всего, внутренней отделки и обустройства помещений. Значительные изменения во внешнем облике здания произошли в те годы, когда в памятнике архитектуры располагался рабфак — тогда окна-витрины нижнего этажа были заложены кирпичом, что значительно испортило фасад бывшего торгового дома. В таком виде здание существует до сих пор.

## Расположение
Торговый Дом Ижболдиных расположен в микрорайоне Центр-1 Ленинского района города Перми, на углу улиц Осинская (бывшая улица Жданова) и Петропавловская (бывшая Коммунистическая), по адресу улица Петропавловская, дом 65. В непосредственной близости от памятника архитектуры находится Сквер Уральских Добровольцев (бывшая площадь Окулова), на месте которого до 1930-х годов располагался Чёрный рынок, где размещались разнообразные торговые ряды: лоскутный, обжорный (торговля готовыми продуктами питания), посудный, скобяной, железный, соляной, крендельный, рыбный, телячий, птичий, мыльный, зеленной (торговля овощами).
К югу, через дорогу от бывшего дома Ижболдиных начинается эспланада города Перми, где проходят общегородские праздники. К юго-востоку от памятника архитектуры расположен Дом Советов и Органный зал, к юго-западу — Пермский академический театр «Театр» (бывший Театр драмы), а к северо-востоку — Пермская краевая филармония.